# Gorvarbenchamatti, Kushtagi
Gorvarbenchamatti là một làng thuộc tehsil Kushtagi, huyện Koppal, bang Karnataka, Ấn Độ.